# Devdutt Pattanaik
Devdutt Pattanaik (Bombay, 12 marzo 1957) è uno storico e saggista indiano.
È noto per i suoi libri sulla storia sacra dell'induismo e sulle leggende, il foclore, le fiabe e le parabole indiane, mantenendosi soprattutto sull'area della religione e della mitologia, come Myth = Mithya: A Handbook of Hindu Mythology, Jaya: An Illustrated Retelling of the Mahabharata e Sita: An Illustrated Retelling of the Ramayana. Pattanaik ha incorporato il Mahabharata e il Ramayana nella gestione delle risorse umane.

## Opere

### Mitologia
1. Shiva: An Introduction. Vakils, Feffer and Simons Ltd., 1997. ISBN 978-81-8462-013-9.
2. Vishnu: An Introduction. Vakils, Feffer and Simons Ltd., 1999. ISBN 81-87111-12-7.
3. Devi, The Mother-Goddess: An Introduction. Vakils, Feffer, and Simons Ltd., 2000. ISBN 978-81-87111-91-7.
4. The Goddess in India: The Five Faces of the Eternal Feminine. Inner Traditions/ Bear & Company, 2000. ISBN 978-0-89281-807-5.
5. Hanuman: An Introduction. Vakils, Feffer and Simons Ltd., 2001. ISBN 978-81-87111-94-8.
6. The Man Who Was A Woman and Other Queer Tales from Hindu Lore. Harrington Park Press, 2002. ISBN 1560231815.
7. Hindu India. Brijbasi Art Press, 2003. ISBN 8187902078.
8. Indian Mythology: Tales, Symbols, and Rituals from the Heart of the Subcontinent. Inner Traditions/ Bear & Company, 2003. ISBN 978-0-89281-870-9.
9. Lakshmi, The Goddess of Wealth and Fortune: An Introduction. Vakils, Feffer, and Simons Ltd., 2003. ISBN 978-81-8462-019-1.
10. Myth=Mithya: A Handbook of Hindu Mythology. Penguin Books India, 2006. ISBN 9780143099703.
11. Shiva to Shankara: Decoding the Phallic Symbol. Indus Source, India. 2006. ISBN 81-88569-04-6.
12. The Book of Ram. Penguin Books India, 2009. ISBN 9780143065289.
13. 7 Secrets from Hindu Calendar Art. Westland Ltd., 2009. ISBN 9788189975678.
14. Hanuman's Ramayan. Tulika Publishers, 2010. ISBN 9788181467515.
15. Jaya: An Illustrated Retelling of the Mahabharata. Penguin Books India, 2010. ISBN 9780143104254.
16. 7 Secrets of Shiva. Westland Ltd., 2011. ISBN 9789380658636.
17. 7 Secrets of Vishnu. Westland Ltd., 2011. ISBN 9789380658681.
18. 99 Thoughts on Ganesha: Stories, Symbols and Rituals of India's Beloved Elephant-headed Deity. Jaico Publishing House, 2011. ISBN 978-81-8495-152-3.
19. Sita: An Illustrated Retelling of the Ramayana. Penguin Books India, 2013 ISBN 9780143064329.
20. Shikhandi: And Other Tales They Don't Tell You. Zubaan Books & Penguin Books India, 2014. ISBN 978-9383074846.
21. 7 Secrets of the Goddess. Westland Ltd., 2014. ISBN 9789384030582.
22. My Gita. Rupa Publications India, 2015. ISBN 9788129137708.
23. Devlok with Devdutt Pattanaik. Penguin Random House India, 2016. ISBN 9780143427421.
24. Olympus – An Indian Retelling of Greek Mythology. Penguin Random House India, 2016. ISBN 9780143428299
25. Devlok with Devdutt Pattanaik (Book 2) – Publisher: Penguin Random House, 2017 ISBN 978-0143428435
26. Shiva to Shankara: Giving Form to the Formless. HarperCollins India, Indus Source 2017. ISBN 978-9352641956.
27. My Hanuman Chalisa. Rupa Publications, 2017. ISBN 9788129147950 (Based in the Hanuman Chalisa).
28. Devlok with Devdutt Pattanaik (Book 3) – Publisher: Penguin Random House, 2017 ISBN 978-0143442790.
29. Shyam: An Illustrated Retelling of the Bhagavata. Penguin, 2018 ISBN 9780670084463.
30. Ramayana Versus Mahabharata: My Playful Comparison. Rupa Publications India, 2018 ISBN 9789353332303
31. Faith: 40 Insights into Hinduism – Publisher: Harper Collins, 2019 ISBN 978-9353025960.
32. Pilgrim Nation: The Making of Bharatvarsh - Aleph Book Company, 2020 ISBN 978-9389836004.
33. Dharma Artha Kama Moksha: 40 Insights into Happiness - Harper Collins, India, 2021 ISBN 978-9354224447.
34. Marriage: 100 Stories Around India's Favourite Ritual - Rupa Publications India, 2021 ISBN 9353338441.

### Risorse umane
1. Business Sutra: A Very Indian Approach to Management. Aleph Book Company, 2013. ISBN 9788192328072.
2. The Success Sutra: An Indian Approach to Wealth. Aleph Book Company, 2015. ISBN 9789384067410.
3. The Leadership Sutra: An Indian Approach to Power. Aleph Book Company, 2016. ISBN 9789384067465.
4. The Talent Sutra: An Indian Approach to Learning. Aleph Book Company, 2016, ISBN 9789383064274.
5. Culture: 50 Insights from Mythology. HarperCollins India, Indus Source 2017. ISBN 978-9352644971.
6. Leader: 50 Insights from Mythology. HarperCollins India, Indus Source 2017. ISBN 978-9352644957.
7. How to Become Rich: 12 Lessons I Learnt from Vedic and Puranic Stories – Publisher: Rupa Publications India, 2019 ISBN 978-9353336899.

### Finzione
1. The Pregnant King. Penguin Books India, 2008. ISBN 9780143063476.
2. Is He Fresh?: Aka Kaula Hai? (Penguin Petit). Penguin UK, 2015. ISBN 9789351187585.

### Libri per bambini
1. Fun in Devlok: An Identity Card for Krishna. Puffin India, 2011. ISBN 978-0143331674.
2. Fun in Devlok: Gauri and the Talking Cow. Puffin India, 2011. ISBN 978-0143331704.
3. Fun in Devlok: Indra Finds Happiness. Puffin India, 2011. ISBN 978-0143331681.
4. Fun in Devlok: Kama vs Yama. Puffin India, 2011. ISBN 9780143331957.
5. Fun in Devlok: Saraswati's Secret River. Puffin India, 2011. ISBN 9780143331964.
6. Fun in Devlok: Shiva Plays Dumb Charades. Puffin India, 2011. ISBN 9780143331698.
7. Fun in Devlok Omnibus. Puffin India, 2014. ISBN 9780143333449. – Reprint (Compilation)
8. Pashu: Animal Tales from Hindu Mythology. Penguin Books India, 2014. ISBN 9780143332473.
9. The Girl Who Chose: A New Way of Narrating the Ramayana. Puffin Books, 2016. ISBN 9780143334637.
10. The Jaya Colouring Book. Penguin Random House India, 2016. ISBN 9780143426479.
11. The Sita Colouring Book. Penguin Random House India, 2016. ISBN 9780143426462.
12. The Boys Who Fought: The Mahabharata for Children. Puffin, 2017 ISBN 9789386815873.
13. Vahana: Gods and Their Favourite Animals - Rupa Publications India, 2020 ISBN 978-9390356065.

### Prefazione
1. Celebrating Public Spaces of India.  Mapin Publishing, 2016. ISBN  978-9385360084.
2. I Am Divine. So Are You: How Buddhism, Jainism, Sikhism and Hinduism Affirm the Dignity of Queer Identities and Sexualities. Harper Collins, 2017 ISBN 9789352774869.
3. Padmavat: An Epic Love Story. Rupa Publications, 2018. ISBN 978-9353040239.
4. Behold, I Make All Things New: How Judaism, Christianity and Islam affirm the dignity of queer identities and sexualities. Harper Collins, 2019 ISBN 9789353574550.

### Co-autore
1. Yoga Mythology: 64 Asanas and Their Stories – Publisher: Harper Collins, 2019 ISBN 978-9353570842.
2. Aranyaka: Book of the Forest – Publisher: Westland, 2019 ISBN 978-9388754576.